# CEPIC
CEPIC (Centre of the Picture Industry) ist ein gemeinnütziger, internationaler Dachverband, der die Interessen von 11 nationalen, europäischen Bildagenturverbänden und weiteren Einzelagenturen gegenüber EU-Institutionen und anderen internationalen Organisationen vertritt. Sein Sitz ist Berlin.

## Organisation
Derzeit werden 883 Bildagenturen und circa 50.000 Bildautoren, die ihr Bildmaterial über Agenturen vermarkten, von CEPIC repräsentiert (Stand 2010). Bei den Mitgliedsagenturen handelt es sich zumeist um kleine und mittelständische Unternehmen, aber auch um staatliche Museen und Archive, die professionelle Fotografie und bewegte Bilder aus dem Ressort Presse, Kultur und Illustration repräsentieren.
Der CEPIC-Vorstand, der für 2 Jahre von den Vertretern der 11 nationalen Bildverbänden gewählt wird, setzt sich aus 7 Mitgliedern zusammen.

## Geschichte
CEPIC ist eine eingetragene europäische wirtschaftliche Interessenvereinigung (EWIV) und wurde 1993 in Berlin gegründet. Bis heute hat sie dort ihren Hauptsitz. 1997 erhielt die CEPIC Beobachterstatus bei der Weltorganisation für geistiges Eigentum (WIPO). 2006 wurde CEPIC Mitglied beim International Press Telecommunications Council (IPTC). Seit Oktober 2009 nennt sich CEPIC Centre of the Picture Industry. In den Jahren zuvor trat die Organisation unter dem Namen Coordination of European Picture Agencies auf. Der neue Name soll die weltweite Ausrichtung des Dachverbandes widerspiegeln.

## Ziele und Aktivitäten
CEPIC fördert den Informationsaustausch zwischen den Bildagenturen aus aller Welt durch einen jährlich stattfindenden Kongress in wechselnden europäischen Städten. Dort referieren und diskutieren Fachleute über Bildrechte sowie Möglichkeiten der Verschlagwortung und der Online-Vermarktung. Weitere Themen sind die Herausforderung der neuen Medien, die Situation des Bildermarktes und seine ständigen Veränderungen sowie neue Technologien und Footage.
Der Dachverband setzt sich nach eigener Auffassung für die Bewahrung ausgewogener Marktverhältnisse ein. So werden regelmäßig Musterverträge und Richtlinien für Geschäftsbeziehungen zwischen Fotografen, Bildagenturen und Bildnutzern erarbeitet. Speziell für den Schutz konkurrenzfähiger Marktverhältnisse im Online-Bereich, arbeitet CEPIC zusammen mit ICOMP (Initiative for a Competitive Online Marketplace).
Ein weiteres zentrales Anliegen stellt der Schutz des geistigen Eigentums und die damit verbundene Vergütung von Bildautoren dar. CEPIC spricht sich für ethische Standards und für die Rechte von Fotografen und Bildagenturen aus. Dazu hat CEPIC im Jahre 2009 eine kritische Stellungnahme zu dem US-amerikanischen Google Book Settlement abgegeben. Die Stellungnahme wurde bei der Europäischen Kommission zusammen mit den folgenden Vereinen eingereicht: ICOMP, dem Börsenverein des Deutschen Buchhandels, dem Internet Archive / Open Book Alliance und EBLIDA.
CEPIC ist auch in der Diskussion um die so genannten „verwaisten Werke“ (Orphan works) aktiv und spricht sich für eine sektorspezifische Lösung aus. Um die Entstehung von „verwaisten Werken“ zu verhindern, spricht sich CEPIC dafür aus, sowohl den rechtlichen als auch den technologischen Schutz zu verbessern.
Da die Gesetze zum Urheberrecht von Staat zu Staat verschieden sind, und sich daraus immer wieder Handelsbarrieren entwickeln, setzt sich CEPIC innerhalb der Europäischen Union für vergleichbare Handelsregulierungen ein.

## Mitglieder
Die Zahl der vertretenen Bildagenturen beträgt 883 (Stand September 2010). Sie ergibt sich vor allem aus den Mitgliedschaften der nationalen Bildverbände, aber auch aus den freien Mitgliedern, da es nicht in jedem Land eine übergeordnete Interessenvertretungen für jeweilige Bildagenturen und Bildarchive gibt.
Es bestehen 11 nationale Mitgliedsverbände:
- Deutschland
  - BVPA – Bundesverband professioneller Bildanbieter[8]
- Frankreich
  - FNAPPI – Fédération Nationale des Agences de Presse Photos et Information
  - SAPHIR – Syndicat National des Agences Photographiques d’Information et de Reportage
  - SNAPIG – Syndicat National des Agences Photographiques d’Illustration Générale
- Niederlande
  - NL image
- Portugal
  - APAAI – Associaco Portuguesa das Agencias e Arquivos de Imagens
- Schweden
  - BLF – Bildleverantörernas Förening
  - SBF – Svensk Bildbyraförening
- Schweiz
  - SAB – Schweizerische Arbeitsgemeinschaft der Bild-Agenturen und -Archive
- Spanien
  - AEAPAF – Asociacion Empresarial de Agencias de Prensa y Archivos Fotograficos
- Vereinigtes Königreich
  - BAPLA – British Association of Picture Libraries and Agencies

Weitere Einzelagenturen stammen aus Andorra, Deutschland, Finnland, Frankreich, Großbritannien, Irland, Israel, Italien, Norwegen, Österreich, Polen, Rumänien, Russland, Spanien, Tschechien, Türkei, Ungarn und den Vereinigten Staaten.